# Daïra d'Aïn Abid
Pour les articles homonymes, voir Abid.
La daïra d'Aïn Abid est une circonscription administrative algérienne située dans la wilaya de Constantine et la région du Constantinois. Son chef-lieu est Aïn Abid.

## Communes
La daïra comprend 2 communes : Aïn Abid, Ibn Badis.